# Hara (Noarootsi)
Hara (szw. Harga) – wieś w Estonii, w prowincji Lääne, w gminie Noarootsi.